# Ashton, South Dakota
Ashton är en ort i Spink County i delstaten South Dakota, USA.